# Lipové
Lipové é um município da Eslováquia, situado no distrito de Komárno, na região de Nitra. Tem 10,58 km² de área e sua população em 2018 foi estimada em 143 habitantes.

## Demografia
| Ano:        | 1994 | 2004    | 2014    | 2024   |
| ----------- | ---- | ------- | ------- | ------ |
| Broj ljudi: | 203  | 180     | 145     | 148    |
| Razlika:    |      | -11,33% | -19,44% | +2,06% |

| Ano:               | 2023 | 2024   |
| ------------------ | ---- | ------ |
| Número de pessoas: | 144  | 148    |
| Diferença:         |      | +2,77% |